# 玉泉镇 (绵竹市)
玉泉镇，是中华人民共和国四川省德阳市绵竹市下辖的一个乡镇级行政单位。

## 行政区划
玉泉镇下辖以下地区：
玉泉路社区、圣母泉村、玉江村、龙兴村、永宁村、曙光村、桂花村和涌泉村。